# Europese kampioenschappen veldlopen 1994
De eerste editie van de Europese kampioenschappen veldlopen vond op 10 december 1994 plaats in het Engelse Alnwick, gelegen in het graafschap Northumberland.

## Uitslagen

### Mannen Senioren
| Plaats | Atleet             | Land      | Tijd (min.s) |
| ------ | ------------------ | --------- | ------------ |
|        | Paulo Guerra       | Portugal  | 27.43        |
|        | Domingos Castro    | Portugal  | 27.59        |
|        | Antonio Serrano    | Spanje    | 28.03        |
| 4      | José Carlos Adán   | Spanje    | 28.06        |
| 5      | Abdellah Béhar     | Frankrijk | 28.08        |
| 6      | Luca Barzaghi      | Italië    | 28.10        |
| 7      | José Manuel García | Spanje    | 28.11        |
| 8      | António Pinto      | Portugal  | 28.12        |
| 9      | Alberto Maravilha  | Portugal  | 28.13        |
| 10     | Mustapha Essaïd    | Frankrijk | 28.19        |
| ..     |                    |           |              |
| 21     | Marco Gielen       | Nederland | 28.36        |
| 31     | Greg van Hest      | Nederland | 28.56        |
| 34     | Kamiel Maase       | Nederland | 28.59        |
| 38     | Koen Van Rie       | België    | 29.07        |
| 41     | Ruddy Walem        | België    | 29.10        |
| 43     | Herman De Coux     | België    | 29.12        |
| 46     | Marcel Laros       | Nederland | 29.14        |
| 48     | Erik De Tier       | België    | 29.17        |
| 53     | Danny Schuermanns  | België    | 29.22        |
| 64     | Marcel Versteeg    | Nederland | 29.41        |
| 65     | Simon Vroemen      | Nederland | 29.43        |
| 67     | Hans Ulin          | België    | 29.50        |

| Plaats | Land                                                                       | Punten        |
| ------ | -------------------------------------------------------------------------- | ------------- |
|        | Portugal Paulo Guerra Domingos Castro António Pinto Alberto Maravilha      | 1+2+8+9=20    |
|        | Spanje Antonio Serrano José Carlos Adán José Manuel García Alejandro Gómez | 3+4+7+13=27   |
|        | Frankrijk Abdellah Béhar Mustapha Essaïd Mohamed Ezzher Bertrand Frechard  | 5+10+17+18=50 |

### Vrouwen Senioren
| Plaats | Atleet                   | Land      | Tijd (min.s) |
| ------ | ------------------------ | --------- | ------------ |
|        | Catherina McKiernan      | Ierland   | 14.29        |
|        | Julia Vaquero            | Spanje    | 14.30        |
|        | Elena Fidatov            | Roemenië  | 14.43        |
| 4      | Alla Zhilyaeva           | Rusland   | 14.45        |
| 5      | Maria Rebelo             | Frankrijk | 14.46        |
| 6      | Fernanda Ribeiro         | Portugal  | 14.47        |
| 7      | Mariana Chirila-Stanoscu | Roemenië  | 14.48        |
| 8      | Lieve Slegers            | België    | 14.49        |
| 9      | Blandine Bitzner-Ducret  | Frankrijk | 14.50        |
| 10     | Tamara Koba              | Oekraïne  | 14.51        |
| ..     |                          |           |              |
| 18     | Veronique Collard        | België    | 15.00        |
| 38     | Marleen Renders          | België    | 15.22        |
| 42     | Anja Smolders            | België    | 15.31        |
| 47     | Betty Vansteenbroek      | België    | 15.37        |
| 51     | Joke Kleijweg            | Nederland | 15.38        |
| 63     | Annelieke van der Sluijs | Nederland | 16.07        |
| 69     | Christine Toonstra       | Nederland | 15.35        |

| Plaats | Land                                                             | Punten     |
| ------ | ---------------------------------------------------------------- | ---------- |
|        | Roemenië Elena Fidatov Mariana Chirila-Stanoscu Margareta Keszeg | 3+7+16=26  |
|        | Frankrijk Maria Rebelo Blandine Bitzner-Ducret Farida Fates      | 5+9+14=28  |
|        | Portugal Fernanda Ribeiro Carla Sacramento Ana Dias              | 6+11+12=29 |